# رودريغو كوراليس
رودريغو كوراليس (بالإسبانية: Rodrigo Corrales) (مواليد 24 يناير 1991) لاعب كرة يد إسباني يلعب لصالح نادي باريس سان جيرمان ويمثل منتخب إسبانيا.
شارك مع منتخب بلاده في بطولة العالم لكرة اليد للرجال 2017.

## روابط خارجية
- رودريغو كوراليس على موقع الاتحاد الدولي لكرة اليد (الإنجليزية)
- رودريغو كوراليس على موقع الاتحاد الأوروبي لكرة اليد (الإنجليزية)
- رودريغو كوراليس على موقع الاتحاد الفرنسي لكرة اليد (الفرنسية)
- رودريغو كوراليس على موقع اللجنة الأولمبية الدولية (الإنجليزية)
- رودريغو كوراليس على موقع أوليمبيديا (الإنجليزية)
- رودريغو كوراليس على موقع اللجنة الأولمبية الإسبانية (الإسبانية)